# Fleta (polilla)
Fleta  es un  género de lepidópteros perteneciente a la familia Noctuidae. Es originario del Sudeste de Asia.

## Especies
- Fleta belangeri Guérin-Méneville, 1834
- Fleta moorei Felder, 1874